# Mobility Sweden
Mobility Sweden är den svenska branschorganisationen för tillverkare och importörer av personbilar, lastbilar och bussar. Organisationen bildades 1941 och har cirka 40 medlemmar som tillsammans står för 97 procent av nybilsförsäljningen i Sverige.
Mobility Sweden hette tidigare för BIL Sweden och dessförinnan Bilindustriföreningen och drev vart fjärde år mässan Stockholms Bilsalong sedan premiären 1991.
Vd sedan 2018 är Mattias Bergman.